# Gösta Quensel
Sven Gösta Ludvig Quensel, född 1 december 1896 i Stockholm, död 7 december 1984, var en svensk jurist.
Gösta Quensel blev jur.kand. vid Stockholms högskola 1922. Efter tingstjänstgöring utnämndes han 1926 till t.f. fiskal i Svea hovrätt, blev adjungerad ledamot i hovrätten 1929 och assessor 1931. Han blev sakkunnig i  Statens organisationsnämnd 1933, t.f. revisionssekreterare 1935. Han utnämndes 1937 till hovrättsråd och var regeringsråd 1946–1963. Han hade också uppdrag som sekreterare och sakkunnig i offentliga utredningar.
Gösta Quensel var son till justitierådet Eberhard Quensel. De är begravda på Solna kyrkogård.

## Utmärkelser
- Kommendör med stora korset av Nordstjärneorden, 23 november 1956.[1]